# مورد ذو قيمة مضافة ثابتة
المصطلح مورد ذو قيمة مضافة ثابتة FVAR هو مفهوم تسويقي يستخدم لوصف السلع التي تبدو غير مرتبطة بطبيعة المنتج الأساسي، لكنها تقدم للمستخدم شيئًا «يضيف قيمة» للمنتج أو الخدمة الأساسية التي تُقدم بشكل دائم. وقد وُضِع هذا المصطلح من قبل رجل الأعمال إدوارد إيه بليك أثناء سعيه لشرح الغرض من مورد كان يقوم بالترويج له بين مزودي خدمة الإنترنت على نحو سريع.
التعريف
لتصنيف إحدى السلع بوصفها موردًا ذا قيمة مضافة ثابتة، وضع إدوارد إيه بليك المتطلبات الثلاثة التالية؛
1. يجب أن تكون السلعة ذات طبيعة ثابتة. أي أنها سلعة يمكن العثور عليها بشكل ثابت ضمن المنتج الأساسي.
2. يجب ألا تكون السلعة مرتبطة بشكل مباشر بمحتوى المنتج الأساسي. على سبيل المثال، فإن مقالة "طراز اليوم (Model of the Day) تعتبر موردًا ذا قيمة مضافة ثابتة إذا وضعت داخل صحيفة شعبية يومية مثل صحيفة ذا صن (The Sun)، ولكن لا يمكن تصنيفها على أنها من هذا القبيل إذا عرضت داخل مجلة للرجال مثل بلاي بوي (Playboy).
3. يجب أن تضيف السلعة شكلاً من أشكال القيمة المتميزة لمقترح القيمة الحالية للمنتج الأساسي. على سبيل المثال، يشترك كثير من الناس في إحدى الصحف اليومية، لعلمهم بأنهم سوف يحصلون على «القيمة المضافة» من المورد ذي القيمة المضافة الثابتة، (مثل الكلمات المتقاطعة اليومية) بغض النظر عن الجودة الشاملة للصحيفة في ذلك اليوم.
بعض الأمثلة الجيدة للموارد ذات القيمة المضافة الثابتة:
- الكلمات المتقاطعة اليومية، والسودوكو والألعاب الأخرى التي تأتي داخل المجلات والصحف والمواقع
- الرسوم الكاريكاتورية اليومية، التي تأتي داخل المجلات والصحف والمواقع
- أدلة السفر/التعليم/الصحة/التطوير الوظيفي التي يمكن تنزيلها مجانًا من موقع شبكة الإنترنت.
– «الصفحة رقم 3» المخصصة للفتيات في صحيفة ذا صن (The Sun)وفي نسختها الإلكترونية.